# Élections départementales de 2015 dans le Tarn
Les élections départementales ont lieu les 22 et 29 mars 2015.

## Contexte départemental

### Assemblée départementale sortante
Avant les élections, le Conseil général du Tarn est présidé par Thierry Carcenac (PS). Il comprend 46 conseillers généraux issus des 46 cantons du Tarn. Après le redécoupage cantonal de 2014, ce sont 46 conseillers départementaux qui seront élus au sein des 23 nouveaux cantons du Tarn.
| Parti                                | Sigle | Sigle | Élus |
| ------------------------------------ | ----- | ----- | ---- |
| Majorité (31 sièges)                 |       |       |      |
| Parti socialiste                     |       | PS    | 18   |
| Divers gauche                        |       | DVG   | 10   |
| Parti communiste français            |       | PCF   | 2    |
| Parti radical de gauche              |       | PRG   | 1    |
| Opposition (15 sièges)               |       |       |      |
| Divers droite                        |       | DVD   | 7    |
| Union pour un mouvement populaire    |       | UMP   | 6    |
| Union des démocrates et indépendants |       | UDI   | 1    |
| Mouvement démocrate                  |       | MoDem | 1    |
| Président du conseil général         |       |       |      |
| Thierry Carcenac (PS)                |       |       |      |

### Assemblée départementale élue
| Parti                                | Sigle | Sigle | Élus |
| ------------------------------------ | ----- | ----- | ---- |
| Majorité (26 sièges)                 |       |       |      |
| Parti socialiste                     |       | PS    | 14   |
| Divers gauche                        |       | DVG   | 10   |
| Parti radical de gauche              |       | PRG   | 2    |
| Opposition (20 sièges)               |       |       |      |
| Divers droite                        |       | DVD   | 9    |
| Union pour un mouvement populaire    |       | UMP   | 9    |
| Union des démocrates et indépendants |       | UDI   | 2    |
| Président du conseil départemental   |       |       |      |
| Thierry Carcenac (PS)                |       |       |      |

## Résultats à l'échelle du département

### Résultats par nuances du ministère de l'Intérieur
Les nuances utilisées par le ministère de l'Intérieur ne tiennent pas compte des alliances locales.
| Binômes     | Binômes            | Premier tour | Premier tour | Second tour | Second tour | Sièges |
| Binômes     | Binômes            | Voix         | %            | Voix        | %           | Sièges |
| ----------- | ------------------ | ------------ | ------------ | ----------- | ----------- | ------ |
|             | DVG                | 24 556       | 15,50        | 22 503      | 15,15       | 10     |
|             | PS                 | 19 165       | 12,09        | 28 029      | 18,87       | 10     |
|             | Union de la gauche | 7 146        | 4,51         | 10 429      | 7,02        | 6      |
|             | PCF                | 5 693        | 3,59         |             |             |        |
|             | FG                 | 4 289        | 2,71         |             |             |        |
|             | EÉLV               | 2 345        | 1,48         |             |             |        |
|             | PG                 | 1 404        | 0,89         |             |             |        |
| Gauche      | Gauche             | 64 598       | 40,77        | 60 961      | 41,04       | 26     |
|             |                    |              |              |             |             |        |
|             | DVD                | 29 812       | 18,81        | 27 347      | 18,41       | 8      |
|             | Union de la droite | 9 041        | 5,71         | 10 914      | 7,35        | 6      |
|             | UMP                | 4 697        | 2,96         | 6 481       | 4,36        | 4      |
|             | UDI                | 3 567        | 2,25         |             |             | 2      |
|             | DLF                | 624          | 0,39         |             |             |        |
| Droite      | Droite             | 47 741       | 30,12        | 44 742      | 30,12       | 20     |
|             |                    |              |              |             |             |        |
|             | FN                 | 42 140       | 26,59        | 40 088      | 26,99       | 0      |
|             |                    |              |              |             |             |        |
|             | Divers             | 3 986        | 2,52         | 2 724       | 1,83        | 0      |
|             |                    |              |              |             |             |        |
| Inscrits    | Inscrits           | 286 523      | 100,00       | 274 993     | 100,00      |        |
| Abstentions | Abstentions        | 118 306      | 41,29        | 111 362     | 40,50       |        |
| Votants     | Votants            | 168 217      | 58,71        | 163 631     | 59,50       |        |
| Blancs      | Blancs             | 6 069        | 3,61         | 9 812       | 6,00        |        |
| Nuls        | Nuls               | 3 683        | 2,19         | 5 304       | 3,24        |        |
| Exprimés    | Exprimés           | 158 465      | 94,20        | 148 515     | 90,76       |        |

### Résultats en nombre de sièges
| Partis       | Partis                               | Conseillers sortants | Conseillers élus | Évolution       |
| ------------ | ------------------------------------ | -------------------- | ---------------- | --------------- |
|              | Parti Communiste Français            | 2                    | 0                | en diminution   |
|              | Parti Socialiste                     | 18                   | 16               | en diminution   |
|              | Divers Gauche                        | 9                    | 10               | en augmentation |
|              | Parti Radical de Gauche              | 2                    | 0                | en diminution   |
| Total Gauche | Total Gauche                         | 31                   | 26               | en diminution   |
|              | Mouvement Démocrate                  | 1                    | 0                | en diminution   |
|              | Union des Démocrates et Indépendants | 1                    | 2                | en augmentation |
|              | Divers Droite                        | 7                    | 8                | en augmentation |
|              | Union pour un Mouvement Populaire    | 6                    | 10               | en augmentation |
| Total Droite | Total Droite                         | 15                   | 20               | en augmentation |

### Résultats par canton
| Canton                    | Conseiller sortant    | Parti              | Parti       | Conseiller élu            | Parti           | Parti           |
| ------------------------- | --------------------- | ------------------ | ----------- | ------------------------- | --------------- | --------------- |
| Alban                     | Jean-Louis Fournier*  |                    | DVD         | Canton supprimé           | Canton supprimé | Canton supprimé |
| Albi-1                    | Canton créé           | Canton créé        | Canton créé | Marie-Louise At           |                 | UMP             |
| Albi-1                    | Canton créé           | Canton créé        | Canton créé | Michel Franques           |                 | DVD             |
| Albi-2                    | Canton créé           | Canton créé        | Canton créé | Nathalie Borghese         |                 | DVD             |
| Albi-2                    | Canton créé           | Canton créé        | Canton créé | Éric Guillaumin           |                 | DVD             |
| Albi-3                    | Canton créé           | Canton créé        | Canton créé | Éva Geraud                |                 | PS              |
| Albi-3                    | Canton créé           | Canton créé        | Canton créé | Christophe Ramond         |                 | PS              |
| Albi-4                    | Canton créé           | Canton créé        | Canton créé | Thierry Carcenac          |                 | PS              |
| Albi-4                    | Canton créé           | Canton créé        | Canton créé | Élisabeth Claverie        |                 | PS              |
| Albi-Centre               | Serge Garcia*         |                    | DVG         | Canton supprimé           | Canton supprimé | Canton supprimé |
| Albi-Est                  | Dominique Billet      |                    | UDI         | Canton supprimé           | Canton supprimé | Canton supprimé |
| Albi-Nord-Est             | Thierry Carcenac      |                    | PS          | Canton supprimé           | Canton supprimé | Canton supprimé |
| Albi-Nord-Ouest           | Roland Foissac        |                    | PCF         | Canton supprimé           | Canton supprimé | Canton supprimé |
| Albi-Ouest                | Jacques Valax*        |                    | PS          | Canton supprimé           | Canton supprimé | Canton supprimé |
| Albi-Sud                  | Michel Albarède*      |                    | PRG         | Canton supprimé           | Canton supprimé | Canton supprimé |
| Anglès                    | Serge Cazals*         |                    | DVG         | Canton supprimé           | Canton supprimé | Canton supprimé |
| Brassac                   | Jean-Claude Guiraud*  |                    | DVG         | Canton supprimé           | Canton supprimé | Canton supprimé |
| Cadalen                   | Jean Gasc*            |                    | PS          | Canton supprimé           | Canton supprimé | Canton supprimé |
| Carmaux-1 Le Ségala       | Canton créé           | Canton créé        | Canton créé | Sylvie Bibal Diogo        |                 | PS              |
| Carmaux-1 Le Ségala       | Canton créé           | Canton créé        | Canton créé | Guy Malaterre             |                 | PS              |
| Carmaux-2 Vallée du Cérou | Canton créé           | Canton créé        | Canton créé | André Fabre               |                 | DVG             |
| Carmaux-2 Vallée du Cérou | Canton créé           | Canton créé        | Canton créé | Aline Redo                |                 | DVG             |
| Carmaux-Nord              | Serge Entraygues*     |                    | PCF         | Canton supprimé           | Canton supprimé | Canton supprimé |
| Carmaux-Sud               | André Fabre           |                    | PS          | Canton supprimé           | Canton supprimé | Canton supprimé |
| Castelnau-de-Montmiral    | Paul Salvador         |                    | UMP         | Canton supprimé           | Canton supprimé | Canton supprimé |
| Castres-1                 | Canton créé           | Canton créé        | Canton créé | Michel Monsarrat          |                 | UMP             |
| Castres-1                 | Canton créé           | Canton créé        | Canton créé | Nathalie de Villeneuve    |                 | UMP             |
| Castres-2                 | Canton créé           | Canton créé        | Canton créé | Régine Massoutié          |                 | UMP             |
| Castres-2                 | Canton créé           | Canton créé        | Canton créé | Jacques Thouroude         |                 | UMP             |
| Castres-3                 | Canton créé           | Canton créé        | Canton créé | Isabelle Espinosa         |                 | PRG             |
| Castres-3                 | Canton créé           | Canton créé        | Canton créé | Christophe Testas         |                 | PS              |
| Castres-Est               | Régine Massoutié      |                    | UMP         | Canton supprimé           | Canton supprimé | Canton supprimé |
| Castres-Nord              | Michel Monsarrat      |                    | UMP         | Canton supprimé           | Canton supprimé | Canton supprimé |
| Castres-Ouest             | Jean-Louis Calzals*   |                    | PS          | Canton supprimé           | Canton supprimé | Canton supprimé |
| Castres-Sud               | Christophe Testas     |                    | PS          | Canton supprimé           | Canton supprimé | Canton supprimé |
| Cordes-sur-Ciel           | Henri Narbonne*       |                    | DVD         | Canton supprimé           | Canton supprimé | Canton supprimé |
| Cuq-Toulza                | Bernard Viala*        |                    | DVD         | Canton supprimé           | Canton supprimé | Canton supprimé |
| Les Deux Rives            | Canton créé           | Canton créé        | Canton créé | Monique Corbière-Fauvel   |                 | DVG             |
| Les Deux Rives            | Canton créé           | Canton créé        | Canton créé | Christophe Herin          |                 | DVG             |
| Dourgne                   | Claudie Bonnet        |                    | PS          | Canton supprimé           | Canton supprimé | Canton supprimé |
| Gaillac                   | Michèle Rieux*        |                    | PS          | Évelyne Bretagne          |                 | DVD             |
| Gaillac                   | Michèle Rieux*        | Patrice Gausserand | PS          |                           | DVD             |                 |
| Graulhet                  | Claude Bousquet*      |                    | PS          | Bernard Bacabe            |                 | PS              |
| Graulhet                  | Claude Bousquet*      | Florence Belou     | PS          |                           | PS              |                 |
| Le Haut Dadou             | Canton créé           | Canton créé        | Canton créé | Françoise Bardou          |                 | DVD             |
| Le Haut Dadou             | Canton créé           | Canton créé        | Canton créé | Éric Pujol                |                 | DVD             |
| Les Hautes Terres d'Oc    | Canton créé           | Canton créé        | Canton créé | Philippe Folliot          |                 | UDI             |
| Les Hautes Terres d'Oc    | Canton créé           | Canton créé        | Canton créé | Brigitte Pailhe-Fernandez |                 | UDI             |
| Labruguière               | Michel Benoît         |                    | PS          | Canton supprimé           | Canton supprimé | Canton supprimé |
| Lacaune                   | André Cabrol*         |                    | UMP         | Canton supprimé           | Canton supprimé | Canton supprimé |
| Lautrec                   | Christian Galzin*     |                    | DVD         | Canton supprimé           | Canton supprimé | Canton supprimé |
| Lavaur                    | Joseph Dalla-Riva     |                    | UMP         | Canton supprimé           | Canton supprimé | Canton supprimé |
| Lavaur Cocagne            | Canton créé           | Canton créé        | Canton créé | Émilie Aussaguel          |                 | UMP             |
| Lavaur Cocagne            | Canton créé           | Canton créé        | Canton créé | Joseph Dalla Riva         |                 | UMP             |
| Lisle-sur-Tarn            | Maryline Lherm        |                    | DVD         | Canton supprimé           | Canton supprimé | Canton supprimé |
| Mazamet-1                 | Canton créé           | Canton créé        | Canton créé | Christelle Cabanis        |                 | DVG             |
| Mazamet-1                 | Canton créé           | Canton créé        | Canton créé | Didier Houles             |                 | DVG             |
| Mazamet-2 Vallée du Thoré | Canton créé           | Canton créé        | Canton créé | Florence Estrabaud        |                 | DVG             |
| Mazamet-2 Vallée du Thoré | Canton créé           | Canton créé        | Canton créé | Daniel Vialelle           |                 | DVG             |
| Mazamet-Nord-Est          | Jean-Louis Henry*     |                    | PS          | Canton supprimé           | Canton supprimé | Canton supprimé |
| Mazamet-Sud-Ouest         | Didier Houlès         |                    | PS          | Canton supprimé           | Canton supprimé | Canton supprimé |
| Monestiés                 | Denis Marty           |                    | PS          | Canton supprimé           | Canton supprimé | Canton supprimé |
| La Montagne noire         | Canton créé           | Canton créé        | Canton créé | Michel Benoît             |                 | PS              |
| La Montagne noire         | Canton créé           | Canton créé        | Canton créé | Claudie Bonnet            |                 | PS              |
| Montredon-Labessonnié     | Jacques Bourges*      |                    | DVD         | Canton supprimé           | Canton supprimé | Canton supprimé |
| Murat-sur-Vèbre           | Michel Vidal*         |                    | DVD         | Canton supprimé           | Canton supprimé | Canton supprimé |
| Pampelonne                | Guy Malaterre         |                    | PS          | Canton supprimé           | Canton supprimé | Canton supprimé |
| Le Pastel                 | Canton créé           | Canton créé        | Canton créé | Jean-Luc Alibert          |                 | UMP             |
| Le Pastel                 | Canton créé           | Canton créé        | Canton créé | Anne Laperrouze           |                 | UMP             |
| Plaine de l'Agoût         | Canton créé           | Canton créé        | Canton créé | Catherine Rabou           |                 | PS              |
| Plaine de l'Agoût         | Canton créé           | Canton créé        | Canton créé | Laurent Vandendriessche   |                 | PS              |
| Les Portes du Tarn        | Canton créé           | Canton créé        | Canton créé | Dominique Rondi Sarrat    |                 | PS              |
| Les Portes du Tarn        | Canton créé           | Canton créé        | Canton créé | Gilles Turlan             |                 | PRG             |
| Puylaurens                | Anne Laperrouze       |                    | MoDem       | Canton supprimé           | Canton supprimé | Canton supprimé |
| Rabastens                 | Pierre Verdier        |                    | DVG         | Canton supprimé           | Canton supprimé | Canton supprimé |
| Réalmont                  | Jean Roger            |                    | DVG         | Canton supprimé           | Canton supprimé | Canton supprimé |
| Roquecourbe               | Jean-Marie Fabre      |                    | DVG         | Canton supprimé           | Canton supprimé | Canton supprimé |
| Saint-Amans-Soult         | Daniel Vialelle       |                    | DVG         | Canton supprimé           | Canton supprimé | Canton supprimé |
| Saint-Juéry               | Canton créé           | Canton créé        | Canton créé | Marie-Claire Malroux      |                 | DVG             |
| Saint-Juéry               | Canton créé           | Canton créé        | Canton créé | Jean-Paul Raynaud         |                 | DVG             |
| Saint-Paul-Cap-de-Joux    | Laurent Vandendrissch |                    | PS          | Canton supprimé           | Canton supprimé | Canton supprimé |
| Salvagnac                 | Georges Paulin*       |                    | DVG         | Canton supprimé           | Canton supprimé | Canton supprimé |
| Vabre                     | Jacques Pagès         |                    | DVG         | Canton supprimé           | Canton supprimé | Canton supprimé |
| Valderiès                 | André Cabot*          |                    | PS          | Canton supprimé           | Canton supprimé | Canton supprimé |
| Valence-d'Albigeois       | André Maille          |                    | UMP         | Canton supprimé           | Canton supprimé | Canton supprimé |
| Vaour                     | Georges Bousquet*     |                    | PS          | Canton supprimé           | Canton supprimé | Canton supprimé |
| Vielmur-sur-Agout         | Robert Clarenc*       |                    | DVG         | Canton supprimé           | Canton supprimé | Canton supprimé |
| Vignobles et Bastides     | Canton créé           | Canton créé        | Canton créé | Maryline Lherm            |                 | DVD             |
| Vignobles et Bastides     | Canton créé           | Canton créé        | Canton créé | Paul Salvador             |                 | DVD             |
| Villefranche-d'Albigeois  | Jean-Paul Raynaud     |                    | PS          | Canton supprimé           | Canton supprimé | Canton supprimé |

* Conseillers généraux sortants ne se représentant pas

## Résultats par canton

### Canton d'Albi-1
| Candidats   | Candidats        | Partis      | Partis      | Premier tour | Premier tour | Second tour | Second tour |
| Candidats   | Candidats        | Partis      | Partis      | Voix         | %            | Voix        | %           |
| ----------- | ---------------- | ----------- | ----------- | ------------ | ------------ | ----------- | ----------- |
| 1           | Karim Gharbi     |             | DVD         | 304          | 5,88         |             |             |
| 1           | Sabine Thary     |             | DVD         | 304          | 5,88         |             |             |
| 2           | Marie-Louise At  |             | UMP         | 1 838        | 35,57        | 2 790       | 58,20       |
| 2           | Michel Franques  |             | DVD         | 1 838        | 35,57        | 2 790       | 58,20       |
| 3           | Anne-Laure Azema |             | EÉLV        | 563          | 10,90        |             |             |
| 3           | Pascal Pragnère  |             | EÉLV        | 563          | 10,90        |             |             |
| 4           | Nadège Moguen    |             | PS          | 1 404        | 27,17        | 2 004       | 41,80       |
| 4           | Jean-Clair Yeche |             | PS          | 1 404        | 27,17        | 2 004       | 41,80       |
| 5           | Pierre Confolens |             | FN          | 1 058        | 20,48        |             |             |
| 5           | Glawdys Ramadji  |             | FN          | 1 058        | 20,48        |             |             |
|             |                  |             |             |              |              |             |             |
| Inscrits    | Inscrits         | Inscrits    | Inscrits    | 9 766        | 100,00       | 9 766       | 100,00      |
| Abstentions | Abstentions      | Abstentions | Abstentions | 4 328        | 44,32        | 4 395       | 45,00       |
| Votants     | Votants          | Votants     | Votants     | 5 438        | 55,68        | 5 371       | 55,00       |
| Blancs      | Blancs           | Blancs      | Blancs      | 177          | 3,25         | 373         | 6,94        |
| Nuls        | Nuls             | Nuls        | Nuls        | 94           | 1,73         | 204         | 3,80        |
| Exprimés    | Exprimés         | Exprimés    | Exprimés    | 5 167        | 95,02        | 4 794       | 89,26       |

### Canton d'Albi-2
| Candidats            | Candidats            | Partis      | Partis      | Premier tour | Premier tour | Second tour | Second tour |
| Candidats            | Candidats            | Partis      | Partis      | Voix         | %            | Voix        | %           |
| -------------------- | -------------------- | ----------- | ----------- | ------------ | ------------ | ----------- | ----------- |
| 1                    | Thierry Dufour       |             | DVG         | 1 082        | 14,38        |             |             |
| 1                    | Catherine Sudre      |             | DVG         | 1 082        | 14,38        |             |             |
| 2                    | Jean-Charles Balardy |             | PS          | 1 632        | 21,69        | 3 088       | 45,51       |
| 2                    | Nicole Bellmas       |             | PS          | 1 632        | 21,69        | 3 088       | 45,51       |
| 3                    | Dominique Billet*    |             | DVD         | 399          | 5,30         |             |             |
| 3                    | Mélanie Dauguet      |             | DVD         | 399          | 5,30         |             |             |
| 4                    | Nathalie Borghese    |             | DVD         | 1 881        | 25           | 3 698       | 54,49       |
| 4                    | Éric Guillaumin      |             | DVD         | 1 881        | 25           | 3 698       | 54,49       |
| 5                    | Monique Murga        |             | FG          | 391          | 5,20         |             |             |
| 5                    | Josian Vayre         |             | FG          | 391          | 5,20         |             |             |
| 6                    | Hervé Croguennec     |             | FN          | 1 596        | 21,21        |             |             |
| 6                    | Nicole Marie         |             | FN          | 1 596        | 21,21        |             |             |
| 7                    | Julien Bestion       |             | EÉLV        | 543          | 7,22         |             |             |
| 7                    | Laurence Guinamant   |             | EÉLV        | 543          | 7,22         |             |             |
|                      |                      |             |             |              |              |             |             |
| Inscrits             | Inscrits             | Inscrits    | Inscrits    | 13 468       | 100,00       | 13 469      | 100,00      |
| Abstentions          | Abstentions          | Abstentions | Abstentions | 5 560        | 41,28        | 5 779       | 42,91       |
| Votants              | Votants              | Votants     | Votants     | 7 908        | 58,72        | 7 690       | 57,09       |
| Blancs               | Blancs               | Blancs      | Blancs      | 262          | 3,31         | 553         | 7,19        |
| Nuls                 | Nuls                 | Nuls        | Nuls        | 122          | 1,54         | 351         | 4,56        |
| Exprimés             | Exprimés             | Exprimés    | Exprimés    | 7 524        | 95,14        | 6 786       | 88,24       |
| * conseiller sortant |                      |             |             |              |              |             |             |

### Canton d'Albi-3
| Candidats   | Candidats            | Partis      | Partis      | Premier tour | Premier tour | Second tour | Second tour |
| Candidats   | Candidats            | Partis      | Partis      | Voix         | %            | Voix        | %           |
| ----------- | -------------------- | ----------- | ----------- | ------------ | ------------ | ----------- | ----------- |
| 1           | Julien Bacou         |             | FN          | 1 896        | 26,02        | 2 621       | 37,98       |
| 1           | Alice Grosjean       |             | FN          | 1 896        | 26,02        | 2 621       | 37,98       |
| 2           | Éva Geraud           |             | PS          | 2 151        | 29,51        | 4 280       | 62,02       |
| 2           | Christophe Ramond    |             | PS          | 2 151        | 29,51        | 4 280       | 62,02       |
| 3           | Marie-Claude Bascoul |             | DVD         | 1 575        | 21,61        |             |             |
| 3           | Jean-Michel Bouat    |             | DVD         | 1 575        | 21,61        |             |             |
| 4           | Nicole Engel         |             | DVD         | 459          | 6,30         |             |             |
| 4           | Vincent Grimal       |             | DVD         | 459          | 6,30         |             |             |
| 5           | Alain Derrey         |             | FG          | 634          | 8,70         |             |             |
| 5           | Marie-Ange Mastain   |             | FG          | 634          | 8,70         |             |             |
| 6           | Gaetane Delebarre    |             | EÉLV        | 573          | 7,86         |             |             |
| 6           | Bertrand Poupounot   |             | EÉLV        | 573          | 7,86         |             |             |
|             |                      |             |             |              |              |             |             |
| Inscrits    | Inscrits             | Inscrits    | Inscrits    | 13 144       | 100,00       | 13 144      | 100,00      |
| Abstentions | Abstentions          | Abstentions | Abstentions | 5 373        | 40,88        | 5 224       | 39,74       |
| Votants     | Votants              | Votants     | Votants     | 7 771        | 59,12        | 7 920       | 60,26       |
| Blancs      | Blancs               | Blancs      | Blancs      | 264          | 3,40         | 684         | 8,64        |
| Nuls        | Nuls                 | Nuls        | Nuls        | 219          | 2,82         | 335         | 4,23        |
| Exprimés    | Exprimés             | Exprimés    | Exprimés    | 7 288        | 93,78        | 6 901       | 87,13       |

### Canton d'Albi-4
| Candidats            | Candidats          | Partis      | Partis      | Premier tour | Premier tour | Second tour | Second tour |
| Candidats            | Candidats          | Partis      | Partis      | Voix         | %            | Voix        | %           |
| -------------------- | ------------------ | ----------- | ----------- | ------------ | ------------ | ----------- | ----------- |
| 1                    | Roland Foissac*    |             | FG          | 1 263        | 17,87        |             |             |
| 1                    | Sandrine Ipas      |             | FG          | 1 263        | 17,87        |             |             |
| 2                    | Frédéric Cabrolier |             | FN          | 1 794        | 25,39        | 1 779       | 25,26       |
| 2                    | Myriam Maraval     |             | FN          | 1 794        | 25,39        | 1 779       | 25,26       |
| 3                    | Mélanie Roussel    |             | DVD         | 1 701        | 24,07        | 2 009       | 28,52       |
| 3                    | Francis Salabert   |             | DVD         | 1 701        | 24,07        | 2 009       | 28,52       |
| 4                    | Thierry Carcenac*  |             | PS          | 2 309        | 32,67        | 3 255       | 46,22       |
| 4                    | Élisabeth Claverie |             | PS          | 2 309        | 32,67        | 3 255       | 46,22       |
|                      |                    |             |             |              |              |             |             |
| Inscrits             | Inscrits           | Inscrits    | Inscrits    | 13 061       | 100,00       | 13 061      | 100,00      |
| Abstentions          | Abstentions        | Abstentions | Abstentions | 5 571        | 42,65        | 5 500       | 42,11       |
| Votants              | Votants            | Votants     | Votants     | 7 490        | 57,35        | 7 561       | 57,89       |
| Blancs               | Blancs             | Blancs      | Blancs      | 256          | 3,42         | 324         | 4,29        |
| Nuls                 | Nuls               | Nuls        | Nuls        | 167          | 2,23         | 194         | 2,57        |
| Exprimés             | Exprimés           | Exprimés    | Exprimés    | 7 067        | 94,35        | 7 043       | 93,15       |
| * conseiller sortant |                    |             |             |              |              |             |             |

### Canton de Carmaux-1 Le Ségala
| Candidats            | Candidats          | Partis      | Partis      | Premier tour | Premier tour | Second tour | Second tour |
| Candidats            | Candidats          | Partis      | Partis      | Voix         | %            | Voix        | %           |
| -------------------- | ------------------ | ----------- | ----------- | ------------ | ------------ | ----------- | ----------- |
| 1                    | Christine Deymié   |             | PCF         | 1 103        | 13,22        |             |             |
| 1                    | Rachid Touzani     |             | PCF         | 1 103        | 13,22        |             |             |
| 2                    | André Maillé*      |             | DVD         | 1 660        | 19,90        |             |             |
| 2                    | Anne Maurel        |             | DVD         | 1 660        | 19,90        |             |             |
| 3                    | Patricia Bousquet  |             | DVG         | 778          | 9,33         |             |             |
| 3                    | Christophe Tama    |             | DVG         | 778          | 9,33         |             |             |
| 4                    | Julia Kruzelniski  |             | FN          | 2 082        | 24,96        | 2 916       | 36,85       |
| 4                    | Christian Legris   |             | FN          | 2 082        | 24,96        | 2 916       | 36,85       |
| 5                    | Sylvie Bibal Diogo |             | PS          | 2 720        | 32,60        | 4 997       | 63,15       |
| 5                    | Guy Malaterre*     |             | PS          | 2 720        | 32,60        | 4 997       | 63,15       |
|                      |                    |             |             |              |              |             |             |
| Inscrits             | Inscrits           | Inscrits    | Inscrits    | 13 804       | 100,00       | 13 804      | 100,00      |
| Abstentions          | Abstentions        | Abstentions | Abstentions | 4 865        | 35,24        | 4 858       |             |
| Votants              | Votants            | Votants     | Votants     | 8 939        | 64,76        | 8 946       |             |
| Blancs               | Blancs             | Blancs      | Blancs      | 318          | 3,56         | 592         | 6,62        |
| Nuls                 | Nuls               | Nuls        | Nuls        | 278          | 3,11         | 441         | 4,93        |
| Exprimés             | Exprimés           | Exprimés    | Exprimés    | 8 343        | 93,33        | 7 913       | 88,45       |
| * conseiller sortant |                    |             |             |              |              |             |             |

### Canton de Carmaux-2 Vallée du Cérou
| Candidats            | Candidats          | Partis      | Partis      | Premier tour | Premier tour | Second tour | Second tour |
| Candidats            | Candidats          | Partis      | Partis      | Voix         | %            | Voix        | %           |
| -------------------- | ------------------ | ----------- | ----------- | ------------ | ------------ | ----------- | ----------- |
| 1                    | Thierry San Andres |             | PCF         | 1 064        | 12,70        |             |             |
| 1                    | Leonore Strauch    |             | PCF         | 1 064        | 12,70        |             |             |
| 2                    | Simon Brändli      |             | EÉLV        | 666          | 7,95         |             |             |
| 2                    | Catherine Manuel   |             | EÉLV        | 666          | 7,95         |             |             |
| 3                    | Isabelle Montes    |             | SE          | 1 114        | 13,30        |             |             |
| 3                    | Serge Rouquette    |             | SE          | 1 114        | 13,30        |             |             |
| 4                    | Nicole Bousquet    |             | FN          | 2 019        | 24,10        | 2 704       | 34,02       |
| 4                    | Florian Vergnes    |             | FN          | 2 019        | 24,10        | 2 704       | 34,02       |
| 5                    | Denis Marty*       |             | PS          | 1 740        | 20,77        |             |             |
| 5                    | Sandrine Soliman   |             | PS          | 1 740        | 20,77        |             |             |
| 6                    | André Fabre*       |             | DVG         | 1 776        | 21,20        | 5 245       | 65,98       |
| 6                    | Aline Redo         |             | DVG         | 1 776        | 21,20        | 5 245       | 65,98       |
|                      |                    |             |             |              |              |             |             |
| Inscrits             | Inscrits           | Inscrits    | Inscrits    | 14 462       | 100,00       | 14 462      | 100,00      |
| Abstentions          | Abstentions        | Abstentions | Abstentions | 5 571        | 38,52        | 5 515       | 38,14       |
| Votants              | Votants            | Votants     | Votants     | 8 891        | 61,48        | 8 945       | 61,86       |
| Blancs               | Blancs             | Blancs      | Blancs      | 303          | 3,41         | 575         | 6,43        |
| Nuls                 | Nuls               | Nuls        | Nuls        | 209          | 2,35         | 421         | 4,71        |
| Exprimés             | Exprimés           | Exprimés    | Exprimés    | 8 379        | 94,24        | 7 949       | 88,87       |
| * conseiller sortant |                    |             |             |              |              |             |             |

### Canton de Castres-1
| Candidats            | Candidats              | Partis      | Partis      | Premier tour | Premier tour | Second tour | Second tour |
| Candidats            | Candidats              | Partis      | Partis      | Voix         | %            | Voix        | %           |
| -------------------- | ---------------------- | ----------- | ----------- | ------------ | ------------ | ----------- | ----------- |
| 1                    | Émile Cany             |             | FN          | 1 726        | 28,28        | 1 750       | 31,23       |
| 1                    | Émilie Guignard        |             | FN          | 1 726        | 28,28        | 1 750       | 31,23       |
| 2                    | Stéphane Deleforge     |             | DVG         | 607          | 9,94         |             |             |
| 2                    | Miriam Pernet          |             | DVG         | 607          | 9,94         |             |             |
| 3                    | Anne Garcia            |             | PS          | 1 221        | 20,00        |             |             |
| 3                    | Boukil Hamria          |             | PS          | 1 221        | 20,00        |             |             |
| 4                    | Michel Monsarrat*      |             | UMP         | 2 550        | 41,78        | 3 853       | 68,77       |
| 4                    | Nathalie de Villeneuve |             | UMP         | 2 550        | 41,78        | 3 853       | 68,77       |
|                      |                        |             |             |              |              |             |             |
| Inscrits             | Inscrits               | Inscrits    | Inscrits    | 12 053       | 100,00       | 12 052      | 100,00      |
| Abstentions          | Abstentions            | Abstentions | Abstentions | 5 579        | 46,29        | 5 608       | 46,53       |
| Votants              | Votants                | Votants     | Votants     | 6 474        | 53,71        | 6 444       | 53,47       |
| Blancs               | Blancs                 | Blancs      | Blancs      | 235          | 3,63         | 558         | 8,66        |
| Nuls                 | Nuls                   | Nuls        | Nuls        | 135          | 2,09         | 283         | 4,39        |
| Exprimés             | Exprimés               | Exprimés    | Exprimés    | 6 104        | 94,28        | 5 603       | 86,95       |
| * conseiller sortant |                        |             |             |              |              |             |             |

### Canton de Castres-2
| Candidats            | Candidats                   | Partis      | Partis      | Premier tour | Premier tour | Second tour | Second tour |
| Candidats            | Candidats                   | Partis      | Partis      | Voix         | %            | Voix        | %           |
| -------------------- | --------------------------- | ----------- | ----------- | ------------ | ------------ | ----------- | ----------- |
| 1                    | Éric Jalade                 |             | PCF         | 545          | 8,89         |             |             |
| 1                    | Monique Maynadier           |             | PCF         | 545          | 8,89         |             |             |
| 2                    | Régine Massoutié*           |             | UMP         | 2 147        | 35,03        | 2 628       | 40,57       |
| 2                    | Jacques Thouroude           |             | UMP         | 2 147        | 35,03        | 2 628       | 40,57       |
| 3                    | Jean-Bernard de San Nicolas |             | FN          | 1 968        | 32,11        | 1 932       | 29,82       |
| 3                    | Sandrine Gaudimier          |             | FN          | 1 968        | 32,11        | 1 932       | 29,82       |
| 4                    | Martine Gilmer              |             | PS          | 1 469        | 23,97        | 1 918       | 29,61       |
| 4                    | Alain Soppelsa              |             | PS          | 1 469        | 23,97        | 1 918       | 29,61       |
|                      |                             |             |             |              |              |             |             |
| Inscrits             | Inscrits                    | Inscrits    | Inscrits    | 11 687       | 100,00       | 11 686      | 100,00      |
| Abstentions          | Abstentions                 | Abstentions | Abstentions | 5 151        | 44,07        | 4 861       | 41,6        |
| Votants              | Votants                     | Votants     | Votants     | 6 536        | 55,93        | 6 825       | 58,4        |
| Blancs               | Blancs                      | Blancs      | Blancs      | 255          | 3,9          | 218         | 3,19        |
| Nuls                 | Nuls                        | Nuls        | Nuls        | 152          | 2,33         | 129         | 1,89        |
| Exprimés             | Exprimés                    | Exprimés    | Exprimés    | 6 129        | 93,77        | 6 478       | 94,92       |
| * conseiller sortant |                             |             |             |              |              |             |             |

### Canton de Castres-3
| Candidats            | Candidats                | Partis      | Partis      | Premier tour | Premier tour | Second tour | Second tour |
| Candidats            | Candidats                | Partis      | Partis      | Voix         | %            | Voix        | %           |
| -------------------- | ------------------------ | ----------- | ----------- | ------------ | ------------ | ----------- | ----------- |
| 1                    | Isabelle Espinosa        |             | PRG         | 1 703        | 29,85        | 3 153       | 57,58       |
| 1                    | Christophe Testas*       |             | PS          | 1 703        | 29,85        | 3 153       | 57,58       |
| 2                    | Julie Capo Ortega        |             | DVD         | 1 347        | 23,61        |             |             |
| 2                    | Laurent Picouza          |             | DVD         | 1 347        | 23,61        |             |             |
| 3                    | Véronique Millet         |             | FN          | 1 621        | 28,41        | 2 323       | 42,42       |
| 3                    | Jean-Paul Piloz          |             | FN          | 1 621        | 28,41        | 2 323       | 42,42       |
| 4                    | Marie-Christine Bussière |             | PG          | 399          | 6,99         |             |             |
| 4                    | Toumani Nimaga-Vazquez   |             | PG          | 399          | 6,99         |             |             |
| 5                    | Nicole Jeanrot           |             | DVD         | 635          | 11,13        |             |             |
| 5                    | Denis Soliveres          |             | DVD         | 635          | 11,13        |             |             |
|                      |                          |             |             |              |              |             |             |
| Inscrits             | Inscrits                 | Inscrits    | Inscrits    | 11 372       | 100,00       | 11 371      | 100,00      |
| Abstentions          | Abstentions              | Abstentions | Abstentions | 5 388        | 47,38        | 5 265       | 46,30       |
| Votants              | Votants                  | Votants     | Votants     | 5 984        | 52,62        | 6 106       | 53,70       |
| Blancs               | Blancs                   | Blancs      | Blancs      | 170          | 2,84         | 421         | 6,89        |
| Nuls                 | Nuls                     | Nuls        | Nuls        | 109          | 1,82         | 209         | 3,42        |
| Exprimés             | Exprimés                 | Exprimés    | Exprimés    | 5 705        | 95,34        | 5 476       | 89,68       |
| * conseiller sortant |                          |             |             |              |              |             |             |

### Canton des Deux Rives
| Candidats   | Candidats               | Partis      | Partis      | Premier tour | Premier tour | Second tour | Second tour |
| Candidats   | Candidats               | Partis      | Partis      | Voix         | %            | Voix        | %           |
| ----------- | ----------------------- | ----------- | ----------- | ------------ | ------------ | ----------- | ----------- |
| 1           | Monique Corbière-Fauvel |             | DVG         | 1 960        | 34,56        | 2 425       | 38,81       |
| 1           | Christophe Herin        |             | DVG         | 1 960        | 34,56        | 2 425       | 38,81       |
| 2           | Françoise Bruguière     |             | FN          | 1 854        | 32,69        | 1 788       | 28,62       |
| 2           | Olivier Formentin       |             | FN          | 1 854        | 32,69        | 1 788       | 28,62       |
| 3           | Brigitte Lejeune        |             | DVD         | 1 857        | 32,75        | 2 035       | 32,57       |
| 3           | François Vergnes        |             | DVD         | 1 857        | 32,75        | 2 035       | 32,57       |
|             |                         |             |             |              |              |             |             |
| Inscrits    | Inscrits                | Inscrits    | Inscrits    | 10 546       | 100,00       | 10 548      | 100,00      |
| Abstentions | Abstentions             | Abstentions | Abstentions | 4 265        | 40,44        | 3 963       | 37,57       |
| Votants     | Votants                 | Votants     | Votants     | 6 281        | 59,56        | 6 585       | 62,43       |
| Blancs      | Blancs                  | Blancs      | Blancs      | 335          | 5,33         | 222         | 3,37        |
| Nuls        | Nuls                    | Nuls        | Nuls        | 275          | 4,38         | 115         | 1,75        |
| Exprimés    | Exprimés                | Exprimés    | Exprimés    | 5 671        | 90,29        | 6 248       | 94,88       |

### Canton de Gaillac
| Candidats   | Candidats               | Partis      | Partis      | Premier tour | Premier tour | Second tour | Second tour |
| Candidats   | Candidats               | Partis      | Partis      | Voix         | %            | Voix        | %           |
| ----------- | ----------------------- | ----------- | ----------- | ------------ | ------------ | ----------- | ----------- |
| 1           | Renée-Christine Calmels |             | FN          | 1 562        | 25,90        | 1 707       | 31,05       |
| 1           | Thierry Gourc           |             | FN          | 1 562        | 25,90        | 1 707       | 31,05       |
| 2           | Marcelle Aventin        |             | PCF         | 166          | 2,75         |             |             |
| 2           | Stéphane Rousset        |             | PCF         | 166          | 2,75         |             |             |
| 3           | Sylvie Miquel-Delmas    |             | DVG         | 1 316        | 21,82        |             |             |
| 3           | Michel Terral           |             | DVG         | 1 316        | 21,82        |             |             |
| 4           | Évelyne Bretagne        |             | DVD         | 2 231        | 36,99        | 3 791       | 68,95       |
| 4           | Patrice Gausserand      |             | DVD         | 2 231        | 36,99        | 3 791       | 68,95       |
| 5           | Thomas Domenech         |             | FG          | 756          | 12,54        |             |             |
| 5           | Zulema Saucedo          |             | FG          | 756          | 12,54        |             |             |
|             |                         |             |             |              |              |             |             |
| Inscrits    | Inscrits                | Inscrits    | Inscrits    | 11 731       | 100,00       | 11 731      | 100,00      |
| Abstentions | Abstentions             | Abstentions | Abstentions | 5 391        | 45,96        | 5 313       | 45,29       |
| Votants     | Votants                 | Votants     | Votants     | 6 340        | 54,04        | 6 418       | 54,71       |
| Blancs      | Blancs                  | Blancs      | Blancs      | 166          | 2,62         | 563         | 8,77        |
| Nuls        | Nuls                    | Nuls        | Nuls        | 143          | 2,26         | 357         | 5,56        |
| Exprimés    | Exprimés                | Exprimés    | Exprimés    | 6 031        | 95,13        | 5 498       | 85,67       |

### Canton de Graulhet
| Candidats   | Candidats                  | Partis      | Partis      | Premier tour | Premier tour | Second tour | Second tour |
| Candidats   | Candidats                  | Partis      | Partis      | Voix         | %            | Voix        | %           |
| ----------- | -------------------------- | ----------- | ----------- | ------------ | ------------ | ----------- | ----------- |
| 1           | Jean-Claude Amalric        |             | UMP         | 1 011        | 16,19        |             |             |
| 1           | Catherine Denizart-Beyaert |             | UMP         | 1 011        | 16,19        |             |             |
| 2           | Bernard Bacabe             |             | PS          | 2 189        | 35,05        | 3 600       | 55,1        |
| 2           | Florence Belou             |             | PS          | 2 189        | 35,05        | 3 600       | 55,1        |
| 3           | Frédéric Boutin            |             | PCF         | 414          | 6,63         |             |             |
| 3           | Chantal Lafage             |             | PCF         | 414          | 6,63         |             |             |
| 4           | Stéphanie Avallon          |             | SE          | 309          | 4,95         |             |             |
| 4           | Nicolas Herret             |             | SE          | 309          | 4,95         |             |             |
| 5           | Gislaine Julia             |             | FN          | 2 322        | 37,18        | 2 933       | 44,9        |
| 5           | Jean-Pierre Rousseau       |             | FN          | 2 322        | 37,18        | 2 933       | 44,9        |
|             |                            |             |             |              |              |             |             |
| Inscrits    | Inscrits                   | Inscrits    | Inscrits    | 12 314       | 100,00       | 12 295      | 100,00      |
| Abstentions | Abstentions                | Abstentions | Abstentions | 5 666        | 46,01        | 5 139       | 41,8        |
| Votants     | Votants                    | Votants     | Votants     | 6 648        | 53,99        | 7 156       | 58,2        |
| Blancs      | Blancs                     | Blancs      | Blancs      | 241          | 3,63         | 377         | 5,27        |
| Nuls        | Nuls                       | Nuls        | Nuls        | 162          | 2,44         | 246         | 3,44        |
| Exprimés    | Exprimés                   | Exprimés    | Exprimés    | 6 245        | 93,94        | 6 533       | 91,29       |

### Canton du Haut Dadou
| Candidats   | Candidats         | Partis      | Partis      | Premier tour | Premier tour | Second tour | Second tour |
| Candidats   | Candidats         | Partis      | Partis      | Voix         | %            | Voix        | %           |
| ----------- | ----------------- | ----------- | ----------- | ------------ | ------------ | ----------- | ----------- |
| 1           | Patrick Labit     |             | FN          | 2 126        | 26,94        | 1 972       | 23,73       |
| 1           | Mireille Loprieno |             | FN          | 2 126        | 26,94        | 1 972       | 23,73       |
| 2           | Françoise Bardou  |             | DVD         | 3 202        | 40,58        | 3 614       | 43,49       |
| 2           | Éric Pujol        |             | DVD         | 3 202        | 40,58        | 3 614       | 43,49       |
| 3           | Isabelle Calmet   |             | SE          | 2 563        | 32,48        | 2 724       | 32,78       |
| 3           | Gérard Puech      |             | SE          | 2 563        | 32,48        | 2 724       | 32,78       |
|             |                   |             |             |              |              |             |             |
| Inscrits    | Inscrits          | Inscrits    | Inscrits    | 13 576       | 100,00       | 13 576      | 100,00      |
| Abstentions | Abstentions       | Abstentions | Abstentions | 4 917        | 36,22        | 4 782       | 35,22       |
| Votants     | Votants           | Votants     | Votants     | 8 659        | 63,78        | 8 794       | 64,78       |
| Blancs      | Blancs            | Blancs      | Blancs      | 528          | 6,1          | 278         | 3,16        |
| Nuls        | Nuls              | Nuls        | Nuls        | 240          | 2,77         | 206         | 2,34        |
| Exprimés    | Exprimés          | Exprimés    | Exprimés    | 7 891        | 91,13        | 8 310       | 94,5        |

### Canton des Hautes Terres d'Oc
| Candidats            | Candidats                 | Partis      | Partis      | Premier tour | Premier tour |
| Candidats            | Candidats                 | Partis      | Partis      | Voix         | %            |
| -------------------- | ------------------------- | ----------- | ----------- | ------------ | ------------ |
| 1                    | Corinne Mazenc            |             | FN          | 1 590        | 23,69        |
| 1                    | Guillaume Thevenin        |             | FN          | 1 590        | 23,69        |
| 2                    | Nelly Barthes             |             | DVG         | 1 556        | 23,18        |
| 2                    | Jacques Pagés*            |             | DVG         | 1 556        | 23,18        |
| 3                    | Philippe Folliot          |             | UDI         | 3 567        | 53,14        |
| 3                    | Brigitte Pailhe Fernandez |             | UDI         | 3 567        | 53,14        |
|                      |                           |             |             |              |              |
| Inscrits             | Inscrits                  | Inscrits    | Inscrits    | 11 502       | 100,00       |
| Abstentions          | Abstentions               | Abstentions | Abstentions | 4 437        | 38,58        |
| Votants              | Votants                   | Votants     | Votants     | 7 065        | 61,42        |
| Blancs               | Blancs                    | Blancs      | Blancs      | 194          | 2,75         |
| Nuls                 | Nuls                      | Nuls        | Nuls        | 158          | 2,24         |
| Exprimés             | Exprimés                  | Exprimés    | Exprimés    | 6 713        | 95,02        |
| * conseiller sortant |                           |             |             |              |              |

### Canton de Lavaur Cocagne
| Candidats   | Candidats           | Partis      | Partis      | Premier tour | Premier tour | Second tour | Second tour |
| Candidats   | Candidats           | Partis      | Partis      | Voix         | %            | Voix        | %           |
| ----------- | ------------------- | ----------- | ----------- | ------------ | ------------ | ----------- | ----------- |
| 1           | Chantal Baud        |             | DVD         | 739          | 10,06        |             |             |
| 1           | Christophe Esparbie |             | DVD         | 739          | 10,06        |             |             |
| 2           | Éliane Picouet      |             | PS          | 1 528        | 20,80        | 2 798       | 41,91       |
| 2           | Julien Soubiran     |             | PS          | 1 528        | 20,80        | 2 798       | 41,91       |
| 3           | Marion Detrez       |             | DVG         | 1 078        | 14,67        |             |             |
| 3           | Cyril Viala         |             | DVG         | 1 078        | 14,67        |             |             |
| 4           | Émilie Flament      |             | FN          | 1 485        | 20,21        |             |             |
| 4           | Jason Oliver        |             | FN          | 1 485        | 20,21        |             |             |
| 5           | Émilie Aussaguel    |             | UMP         | 2 517        | 34,26        | 3 878       | 58,09       |
| 5           | Joseph Dalla Riva   |             | UMP         | 2 517        | 34,26        | 3 878       | 58,09       |
|             |                     |             |             |              |              |             |             |
| Inscrits    | Inscrits            | Inscrits    | Inscrits    | 13 359       | 100,00       | 13 347      | 100,00      |
| Abstentions | Abstentions         | Abstentions | Abstentions | 5 622        | 42,08        | 5 856       | 43,88       |
| Votants     | Votants             | Votants     | Votants     | 7 737        | 57,92        | 7 491       | 56,12       |
| Blancs      | Blancs              | Blancs      | Blancs      | 256          | 3,31         | 659         | 8,8         |
| Nuls        | Nuls                | Nuls        | Nuls        | 134          | 1,73         | 156         | 2,08        |
| Exprimés    | Exprimés            | Exprimés    | Exprimés    | 7 347        | 94,96        | 6 676       | 89,12       |

### Canton de Mazamet-1
| Candidats   | Candidats          | Partis      | Partis      | Premier tour | Premier tour | Second tour | Second tour |
| Candidats   | Candidats          | Partis      | Partis      | Voix         | %            | Voix        | %           |
| ----------- | ------------------ | ----------- | ----------- | ------------ | ------------ | ----------- | ----------- |
| 1           | Sylvie Hurtado     |             | FG          | 455          | 6,14         |             |             |
| 1           | Jean-Marie Joao    |             | FG          | 455          | 6,14         |             |             |
| 2           | Florence Estrabaud |             | DLF         | 2 585        | 5,10         |             |             |
| 2           | Daniel Vialelle    |             | DLF         | 2 585        | 5,10         |             |             |
| 2           | Christelle Cabanis |             | DVG         | 2 644        | 35,66        | 4 104       | 56,25       |
| 2           | Didier Houles      |             | DVG         | 2 644        | 35,66        | 4 104       | 56,25       |
| 4           | Marie-José Guiraud |             | DVD         | 1 656        | 22,33        |             |             |
| 4           | Wilfrid Penela     |             | DVD         | 1 656        | 22,33        |             |             |
| 5           | Doriane Albarao    |             | FN          | 2 282        | 30,78        | 3 192       | 43,75       |
| 5           | Patrick Saïs       |             | FN          | 2 282        | 30,78        | 3 192       | 43,75       |
|             |                    |             |             |              |              |             |             |
| Inscrits    | Inscrits           | Inscrits    | Inscrits    | 13 287       | 100,00       | 13 289      | 100,00      |
| Abstentions | Abstentions        | Abstentions | Abstentions | 5 441        | 40,95        | 5 023       | 37,8        |
| Votants     | Votants            | Votants     | Votants     | 7 846        | 59,05        | 8 266       | 62,2        |
| Blancs      | Blancs             | Blancs      | Blancs      | 205          | 2,61         | 172         | 2,08        |
| Nuls        | Nuls               | Nuls        | Nuls        | 117          | 1,49         | 94          | 1,14        |
| Exprimés    | Exprimés           | Exprimés    | Exprimés    | 7 524        | 95,9         | 8 000       | 96,78       |

### Canton de Mazamet-2 Vallée du Thoré
| Candidats            | Candidats          | Partis      | Partis      | Premier tour | Premier tour | Second tour | Second tour |
| Candidats            | Candidats          | Partis      | Partis      | Voix         | %            | Voix        | %           |
| -------------------- | ------------------ | ----------- | ----------- | ------------ | ------------ | ----------- | ----------- |
| 1                    | Florence Estrabaud |             | DVG         | 2 585        | 34,36        | 3 201       | 40,01       |
| 1                    | Daniel Vialelle*   |             | DVG         | 2 585        | 34,36        | 3 201       | 40,01       |
| 2                    | Stéphane Gallois   |             | FN          | 1 937        | 25,74        | 1 681       | 21,01       |
| 2                    | Laetitia Negre     |             | FN          | 1 937        | 25,74        | 1 681       | 21,01       |
| 3                    | Michelle Guiraud   |             | PCF         | 483          | 6,42         |             |             |
| 3                    | Michel Labbé       |             | PCF         | 483          | 6,42         |             |             |
| 4                    | Lucie Duquesne     |             | DVD         | 2 519        | 33,48        | 3 118       | 38,98       |
| 4                    | Olivier Fabre      |             | DVD         | 2 519        | 33,48        | 3 118       | 38,98       |
|                      |                    |             |             |              |              |             |             |
| Inscrits             | Inscrits           | Inscrits    | Inscrits    | 13 287       | 100,00       | 13 289      | 100,00      |
| Abstentions          | Abstentions        | Abstentions | Abstentions | 5 441        | 40,95        | 5 023       | 37,80       |
| Votants              | Votants            | Votants     | Votants     | 7 846        | 59,05        | 8 266       | 62,20       |
| Blancs               | Blancs             | Blancs      | Blancs      | 205          | 2,61         | 172         | 2,08        |
| Nuls                 | Nuls               | Nuls        | Nuls        | 117          | 1,49         | 94          | 1,14        |
| Exprimés             | Exprimés           | Exprimés    | Exprimés    | 7 524        | 95,90        | 8 000       | 96,78       |
| * conseiller sortant |                    |             |             |              |              |             |             |

### Canton de la Montagne noire
| Candidats            | Candidats               | Partis      | Partis      | Premier tour | Premier tour | Second tour | Second tour |
| Candidats            | Candidats               | Partis      | Partis      | Voix         | %            | Voix        | %           |
| -------------------- | ----------------------- | ----------- | ----------- | ------------ | ------------ | ----------- | ----------- |
| 1                    | Jean-Claude Lamarque    |             | PCF         | 515          | 8,16         |             |             |
| 1                    | Marie-Dominique Padilla |             | PCF         | 515          | 8,16         |             |             |
| 2                    | Virginie Callejon       |             | FN          | 1 894        | 30,01        | 1 959       | 28,98       |
| 2                    | Jacques Ros             |             | FN          | 1 894        | 30,01        | 1 959       | 28,98       |
| 3                    | Michel Benoît*          |             | PS          | 1 971        | 31,23        | 2 684       | 39,7        |
| 3                    | Claudie Bonnet          |             | PS          | 1 971        | 31,23        | 2 684       | 39,7        |
| 4                    | Claire Louberssac       |             | DVD         | 1 685        | 26,70        | 2 117       | 31,32       |
| 4                    | Alain Mary              |             | DVD         | 1 685        | 26,70        | 2 117       | 31,32       |
| 5                    | Luc Couderc             |             | DLF         | 246          | 3,90         |             |             |
| 5                    | Brigitte Ventre         |             | DLF         | 246          | 3,90         |             |             |
|                      |                         |             |             |              |              |             |             |
| Inscrits             | Inscrits                | Inscrits    | Inscrits    | 11 427       | 100,00       | 11 427      | 100,00      |
| Abstentions          | Abstentions             | Abstentions | Abstentions | 4 757        | 41,63        | 4 335       | 37,94       |
| Votants              | Votants                 | Votants     | Votants     | 6 670        | 58,37        | 7 092       | 62,06       |
| Blancs               | Blancs                  | Blancs      | Blancs      | 257          | 3,85         | 237         | 3,34        |
| Nuls                 | Nuls                    | Nuls        | Nuls        | 102          | 1,53         | 95          | 1,34        |
| Exprimés             | Exprimés                | Exprimés    | Exprimés    | 6 311        | 94,62        | 6 760       | 95,32       |
| * conseiller sortant |                         |             |             |              |              |             |             |

### Canton du Pastel
| Candidats   | Candidats              | Partis      | Partis      | Premier tour | Premier tour | Second tour | Second tour |
| Candidats   | Candidats              | Partis      | Partis      | Voix         | %            | Voix        | %           |
| ----------- | ---------------------- | ----------- | ----------- | ------------ | ------------ | ----------- | ----------- |
| 1           | Geneviève Dura         |             | DVG         | 1 561        | 21,77        |             |             |
| 1           | Serge Gavalda          |             | DVG         | 1 561        | 21,77        |             |             |
| 2           | Jean-Luc Alibert       |             | UMP         | 2 432        | 33,91        | 4 246       | 64,77       |
| 2           | Anne Laperrouze        |             | UMP         | 2 432        | 33,91        | 4 246       | 64,77       |
| 3           | Jean-Claude de Bortoli |             | PCF         | 1 097        | 15,30        |             |             |
| 3           | Edwige Dupré           |             | PCF         | 1 097        | 15,30        |             |             |
| 4           | Laëtitia Bois          |             | FN          | 2 081        | 29,02        | 2 309       | 35,23       |
| 4           | Richard Santamaria     |             | FN          | 2 081        | 29,02        | 2 309       | 35,23       |
|             |                        |             |             |              |              |             |             |
| Inscrits    | Inscrits               | Inscrits    | Inscrits    | 12 680       | 100,00       | 12 682      | 100,00      |
| Abstentions | Abstentions            | Abstentions | Abstentions | 5 100        | 40,22        | 5 226       | 41,21       |
| Votants     | Votants                | Votants     | Votants     | 7 580        | 59,78        | 7 456       | 58,79       |
| Blancs      | Blancs                 | Blancs      | Blancs      | 283          | 3,73         | 568         | 7,62        |
| Nuls        | Nuls                   | Nuls        | Nuls        | 126          | 1,66         | 333         | 4,47        |
| Exprimés    | Exprimés               | Exprimés    | Exprimés    | 7 171        | 94,6         | 6 555       | 87,92       |

### Canton de Plaine de l'Agoût
| Candidats   | Candidats               | Partis      | Partis      | Premier tour | Premier tour | Second tour | Second tour |
| Candidats   | Candidats               | Partis      | Partis      | Voix         | %            | Voix        | %           |
| ----------- | ----------------------- | ----------- | ----------- | ------------ | ------------ | ----------- | ----------- |
| 1           | Alice Karagatcheff      |             | FN          | 1 975        | 27,38        | 1 937       | 25,64       |
| 1           | Robert Salas            |             | FN          | 1 975        | 27,38        | 1 937       | 25,64       |
| 2           | Thierry Bardou          |             | DVD         | 2 207        | 30,60        | 2 612       | 34,58       |
| 2           | Marie-Françoise Duris   |             | DVD         | 2 207        | 30,60        | 2 612       | 34,58       |
| 3           | Françoise Cherbourg     |             | FG          | 790          | 10,95        |             |             |
| 3           | David Pfeffer           |             | FG          | 790          | 10,95        |             |             |
| 4           | Catherine Rabou         |             | PS          | 2 241        | 31,07        | 3 005       | 39,78       |
| 4           | Laurent Vandendriessche |             | PS          | 2 241        | 31,07        | 3 005       | 39,78       |
|             |                         |             |             |              |              |             |             |
| Inscrits    | Inscrits                | Inscrits    | Inscrits    | 12 197       | 100,00       | 12 199      | 100,00      |
| Abstentions | Abstentions             | Abstentions | Abstentions | 4 540        | 37,22        | 4 253       | 34,86       |
| Votants     | Votants                 | Votants     | Votants     | 7 657        | 62,78        | 7 946       | 65,14       |
| Blancs      | Blancs                  | Blancs      | Blancs      | 304          | 3,97         | 270         | 3,4         |
| Nuls        | Nuls                    | Nuls        | Nuls        | 140          | 1,83         | 122         | 1,54        |
| Exprimés    | Exprimés                | Exprimés    | Exprimés    | 7 213        | 94,2         | 7 554       | 95,07       |

### Canton des Portes du Tarn
| Candidats   | Candidats              | Partis      | Partis      | Premier tour | Premier tour | Second tour | Second tour |
| Candidats   | Candidats              | Partis      | Partis      | Voix         | %            | Voix        | %           |
| ----------- | ---------------------- | ----------- | ----------- | ------------ | ------------ | ----------- | ----------- |
| 1           | Nicolas Bouteselle     |             | DVG         | 1 362        | 21,78        |             |             |
| 1           | Brigitte Parayre       |             | DVG         | 1 362        | 21,78        |             |             |
| 2           | Corinne Bardou         |             | FN          | 1 791        | 28,64        | 2 305       | 38,54       |
| 2           | Marc Neri              |             | FN          | 1 791        | 28,64        | 2 305       | 38,54       |
| 3           | Florence Duhamel       |             | DVD         | 237          | 3,79         |             |             |
| 3           | Amir Mekhaeil          |             | DVD         | 237          | 3,79         |             |             |
| 4           | Dominique Rondi Sarrat |             | PS          | 2 033        | 32,51        | 3 676       | 61,46       |
| 4           | Gilles Turlan          |             | PRG         | 2 033        | 32,51        | 3 676       | 61,46       |
| 5           | Grégory Dhoye          |             | DVG         | 831          | 13,29        |             |             |
| 5           | Maud Forgeot           |             | DVG         | 831          | 13,29        |             |             |
|             |                        |             |             |              |              |             |             |
| Inscrits    | Inscrits               | Inscrits    | Inscrits    | 11 555       | 100,00       | 11 555      | 100,00      |
| Abstentions | Abstentions            | Abstentions | Abstentions | 4 939        | 42,74        | 4 855       | 42,02       |
| Votants     | Votants                | Votants     | Votants     | 6 616        | 57,26        | 6 700       | 57,98       |
| Blancs      | Blancs                 | Blancs      | Blancs      | 248          | 3,75         | 604         | 9,01        |
| Nuls        | Nuls                   | Nuls        | Nuls        | 114          | 1,72         | 115         | 1,72        |
| Exprimés    | Exprimés               | Exprimés    | Exprimés    | 6 254        | 94,53        | 5 981       | 89,27       |

### Canton de Saint-Juéry
| Candidats   | Candidats             | Partis      | Partis      | Premier tour | Premier tour | Second tour | Second tour |
| Candidats   | Candidats             | Partis      | Partis      | Voix         | %            | Voix        | %           |
| ----------- | --------------------- | ----------- | ----------- | ------------ | ------------ | ----------- | ----------- |
| 1           | Marie-Claire Malroux  |             | DVG         | 2 459        | 37,43        | 4 069       | 64,09       |
| 1           | Jean-Paul Raynaud     |             | DVG         | 2 459        | 37,43        | 4 069       | 64,09       |
| 2           | Stéphane Bardy        |             | UMP         | 1 243        | 18,92        |             |             |
| 2           | Michèle Sintes        |             | UMP         | 1 243        | 18,92        |             |             |
| 3           | Sheila Amour          |             | FN          | 1 757        | 26,75        | 2 280       | 35,91       |
| 3           | Xavier de Beaunay     |             | FN          | 1 757        | 26,75        | 2 280       | 35,91       |
| 4           | Alexandre Cerezo      |             | DVD         | 378          | 5,75         |             |             |
| 4           | Karine Verdier        |             | DVD         | 378          | 5,75         |             |             |
| 5           | Marie-Louise Gonzales |             | DVG         | 732          | 11,14        |             |             |
| 5           | David Kowalczyk       |             | DVG         | 732          | 11,14        |             |             |
|             |                       |             |             |              |              |             |             |
| Inscrits    | Inscrits              | Inscrits    | Inscrits    | 11 705       | 100,00       | 11 704      | 100,00      |
| Abstentions | Abstentions           | Abstentions | Abstentions | 4 672        | 39,91        | 4 532       | 38,72       |
| Votants     | Votants               | Votants     | Votants     | 7 033        | 60,09        | 7 172       | 61,28       |
| Blancs      | Blancs                | Blancs      | Blancs      | 290          | 4,12         | 535         | 7,46        |
| Nuls        | Nuls                  | Nuls        | Nuls        | 174          | 2,47         | 288         | 4,02        |
| Exprimés    | Exprimés              | Exprimés    | Exprimés    | 6 569        | 93,4         | 6 349       | 88,52       |

### Canton de Vignobles et Bastides
| Candidats            | Candidats       | Partis      | Partis      | Premier tour | Premier tour | Second tour | Second tour |
| Candidats            | Candidats       | Partis      | Partis      | Voix         | %            | Voix        | %           |
| -------------------- | --------------- | ----------- | ----------- | ------------ | ------------ | ----------- | ----------- |
| 1                    | Sébastien Bros  |             | FN          | 1 724        | 20,51        |             |             |
| 1                    | Michèle Ruinier |             | FN          | 1 724        | 20,51        |             |             |
| 2                    | Marie Chantepie |             | PG          | 1 005        | 11,96        |             |             |
| 2                    | Claude Forgeot  |             | PG          | 1 005        | 11,96        |             |             |
| 3                    | Clarisse Oriol  |             | DVG         | 2 229        | 26,52        | 3 459       | 44,28       |
| 3                    | Pierre Verdier* |             | DVG         | 2 229        | 26,52        | 3 459       | 44,28       |
| 4                    | Joël Castex     |             | PCF         | 306          | 3,64         |             |             |
| 4                    | Nadine Gardien  |             | PCF         | 306          | 3,64         |             |             |
| 5                    | Maryline Lherm* |             | DVD         | 3 140        | 37,36        | 4 353       | 55,72       |
| 5                    | Paul Salvador   |             | DVD         | 3 140        | 37,36        | 4 353       | 55,72       |
|                      |                 |             |             |              |              |             |             |
| Inscrits             | Inscrits        | Inscrits    | Inscrits    | 13 995       | 100,00       | 13 995      | 100,00      |
| Abstentions          | Abstentions     | Abstentions | Abstentions | 5 190        | 37,08        | 5 373       | 38,39       |
| Votants              | Votants         | Votants     | Votants     | 8 805        | 62,92        | 8 622       | 61,61       |
| Blancs               | Blancs          | Blancs      | Blancs      | 251          | 2,85         | 496         | 5,75        |
| Nuls                 | Nuls            | Nuls        | Nuls        | 150          | 1,7          | 314         | 3,64        |
| Exprimés             | Exprimés        | Exprimés    | Exprimés    | 8 404        | 95,45        | 7 812       | 90,61       |
| * conseiller sortant |                 |             |             |              |              |             |             |